# 徳島県道301号久尾宍喰浦線

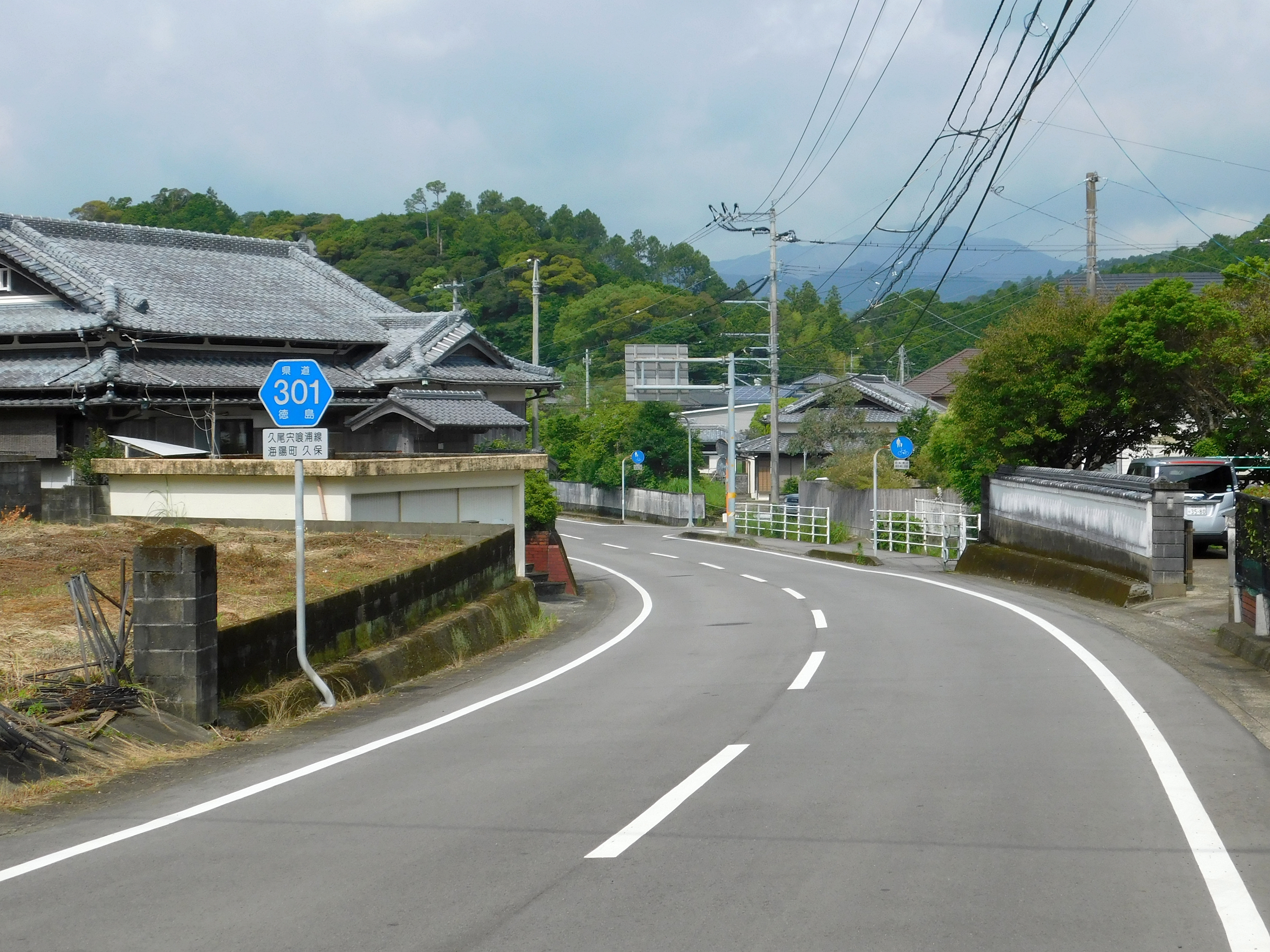
終点附近を起点方向に向かって撮影

徳島県道301号久尾宍喰浦線（とくしまけんどう301ごう くおししくいうらせん）は、徳島県海部郡海陽町を通る一般県道である。

## 概要
海部郡海陽町久尾から海部郡海陽町久保に至る。

### 路線データ
- 起点：海部郡海陽町久尾
- 終点：海部郡海陽町久保（国道55号交点）
- 総延長：18.029 km[1]

## 歴史
- 1959年（昭和34年）1月31日 - 徳島県道183号久尾宍喰浦線として認定。
- 1972年（昭和47年）3月10日 - 現在の徳島県道301号久尾宍喰浦線として再認定。

## 路線状況

### 道路施設

#### トンネル
- 猪ノ峠隧道：延長163 m、1931年（昭和6年）竣工、海部郡海陽町
- 小谷トンネル：延長235 、2000年（平成12年）竣工、海部郡海陽町

## 地理

### 通過する自治体
- 徳島県
  - 海部郡海陽町

### 交差する道路
| 交差する道路                      | 交差する場所 | 交差する場所 |
| --------------------------------- | ------------ | ------------ |
| 徳島県道・高知県道101号船津野根線 | 船津         |              |
| 徳島県道300号芥附海部線           | 芥附         |              |
| 国道55号                          | 久保         | 終点         |

### 交差する鉄道
- 阿佐海岸鉄道阿佐東線

### 沿線
- 宍喰川
- 海陽町立宍喰中学校
- 海陽町立宍喰小学校
- 阿佐海岸鉄道阿佐東線 宍喰駅
- 海陽町役場 宍喰庁舎
- 宍喰郵便局